# Robert Wright, Baron Wright
Robert Alderson Wright, Baron Wright GCMG Kt PC KC (* 15. Oktober 1869 in South Shields, Tyne and Wear; † 27. Juni 1964) war ein britischer Jurist, der zuletzt als Lord of Appeal in Ordinary aufgrund des Appellate Jurisdiction Act 1876 als Life Peer auch Mitglied des House of Lords war. Zwischenzeitlich bekleidete er zwischen 1935 und 1937 als Master of the Rolls eines der höchsten Richterämter des englischen Rechtssystems.

## Leben

### Anwalt und Richter am High Court of Justice
Nach dem Schulbesuch absolvierte Wright ein Studium der Rechtswissenschaften am Trinity College der University of Cambridge und erhielt 1900 seine anwaltliche Zulassung bei der Rechtsanwaltskammer (Inns of Court) von Inner Temple. Im Anschluss nahm er eine Tätigkeit als Barrister und befasste sich unter dem Einfluss von Thomas Edward Scrutton insbesondere mit Handelsrecht. Für seine anwaltlichen Verdienste wurde er 1917 zunächst Kronanwalt (King’s Counsel) sowie 1923 sogenannter „Bencher“ der Anwaltskammer von Inner Temple.
1925 wurde Wright Richter der Kammer für Zivilsachen (King’s Bench Division) am für England und Wales zuständigen  High Court of Justice und bekleidete dieses Richteramt bis 1932. Zugleich wurde er 1925 zum Knight Bachelor geschlagen und führte seither den Namenszusatz „Sir“.

### Lordrichter, Oberhausmitglied und Master of the Rolls
Durch ein Letters Patent vom 11. April 1932 wurde Wright aufgrund des Appellate Jurisdiction Act 1876 als Life Peer mit dem Titel Baron Wright, of Durley in the County of Wiltshire, zum Mitglied des House of Lords in den Adelsstand berufen und wirkte zunächst bis 1935 als Lordrichter (Lord of Appeal in Ordinary). Darüber hinaus wurde er 1932 zum Privy Councillor ernannt und war 1934 Mitglied des Universitätsausschusses des Privy Council.
Am 7. Oktober 1935 wurde Lord Wright als Nachfolger von Ernest Pollock, 1. Viscount Hanworth Master of the Rolls und damit Vorsitzender der Kammer für Zivilsachen am Court of Appeal. In diesem hohen Richteramt verblieb er bis 1937 und war zeitgleich zwischen 1935 und 1937 auch Vorsitzender der Kommission für historische Handschriften (Historical Manuscripts Commission), aus der das heutige Nationalarchiv hervorging. In dieser Funktion wirkte er 1935 auch als Vorsitzender eines Komitees für Rechtsreformen (Law Revision Committee) sowie zwischen 1936 und 1952 als Deputy High Steward als stellvertretender Vertreter des Kanzlers der University of Cambridge.
Am 27. April 1937 folgte ihm Wilfred Greene, 1. Baron Greene als Master of the Rolls, während er selbst wieder zum Lord of Appeal in Ordinary ernannt wurde. Das Amt als Law Lord übte er diesmal fast zehn Jahre bis zum 23. April 1947 aus. Während dieser Zeit wurde er 1944 Reader sowie 1946 Schatzmeister der Anwaltskammer von Inner Temple und gehörte nach Ende des Zweiten Weltkrieges als Vertreter Australiens der UN-Kommission für Kriegsverbrechen an. 1948 wurde er als Knight Grand Cross des Order of St. Michael and St. George ausgezeichnet.

### Bedeutende Urteile als Lordrichter
Als Richter sowie als Lordrichter verfasste Wright zahlreiche bedeutende Urteile in wichtigen Fällen und wurde von Juristen als gedankenvoll und vorausschauend gewürdigt. Er trug dazu bei, das Konzept der Arbeitgeberpflicht zur Einrichtung eines sicheren Arbeitsumfeldes für dessen Arbeitnehmer zu entwickeln. Anders als viele seiner Richterkollegen sperrte er sich auch nicht gegen die Überholung seiner früheren Urteile durch die Rechtsprechung des House of Lords. Des Weiteren vertrat er in Verfassungsfragen einen liberalen Standpunkt. Während seiner Amtszeit als Lordrichter wirkte er bei einigen Entscheidung mit wie zum Beispiel:
- Hillas & Co Ltd v Arcos Ltd (1932): In diesem Verfahren aus dem Contract Law kam es zu einer Grundsatzentscheidung, da die Lordrichter erstmals nicht eine strenge, wörtliche Auslegung eines Vertrages vornahmen, sondern stattdessen den Vertrag vor dem Vertragshintergrund interpretierten.
- Southern Foundries (1926) Ltd v Shirlaw (1940): In diesem Verfahren aus dem Contract Law und Gesellschaftsrecht verfasste Lord Wright eine teilweise abweichende Meinung zum Urteil der Lordrichter James Atkin, Baron Atkin, Frederic Maugham, 1. Viscount Maugham, Mark Romer, Baron Romer und Samuel Porter, Baron Porter.
- Liversidge v Anderson (1942): In diesem Verfahren kam es zu einer Grundsatzentscheidung bezüglich der Beziehungen zwischen Judikative und Exekutive im Allgemeinen sowie insbesondere bezüglich der Unterstützung der Exekutive durch die Judikative in Zeiten sozialer Notstände.
- Crofter Hand Woven Harris Tweed Co Ltd v Veitch (1942): In diesem Verfahren aus dem Arbeitsrecht kam es zu einer Grundsatzentscheidung zur Einbeziehung in einen Tarifvertrag sowie dem vorhergehenden Streikrecht der Arbeiter zur Erreichung der Einbeziehung in diesen Tarifvertrag.
- Muir v Glasgow Corporation (1943): In diesem Verfahren aus dem Tort Law befassten sich die Lordrichter insbesondere mit Fragen zur Fahrlässigkeit.
- Fibrosa Spolka Akcyjna v Fairbairn Lawson Combe Barbour Ltd (1943): In diesem Verfahren aus dem Contract Law ging es überwiegend um die Thematik der sogenannten „Frustration of purpose“, eine Art von Verteidigung zur Erreichung des Vertragszweckes, sowie um Fragen der ungerechtfertigten Bereicherung.

## Mitgliedschaften
1938 wurde Wright in die American Academy of Arts and Sciences gewählt. Seit 1940 war er Mitglied (Fellow) der British Academy.